# 佐々木と宮野
『佐々木と宮野』（ささき と みやの）は、春園ショウによる日本の漫画作品。春園がpixivに2015年2月から掲載していた『佐々木と宮野のちょっとした話。』を改題、商業化した作品であり、2016年より『ジーンピクシブ』（KADOKAWA）で連載化されている。2025年6月時点でシリーズ累計部数は250万部を突破している。
女顔がコンプレックスな宮野と、少し不良な先輩の佐々木を中心とした、男子高校生の学生日常生活を描いたボーイズラブ作品。「WEBマンガ総選挙」においては、初年度である2017年では31275ポイントを獲得し、5位に入賞した。翌2018年の同総選挙でも同じく5位となったが、翌年は入賞できなかった。2020年には、順位を落としたものの再び8位に入賞した。2023年には「WEBマンガ総選挙 pixivコミック10周年 特別編」で1位を獲得した。
スピンオフとして、ストーリーに登場する平野と同室の後輩をメインにしたスピンオフ作品『平野と鍵浦』が2018年10月に八条ことこによりノベル化された。同作は2019年3月には漫画として『月刊コミックジーン』にて連載を開始し、同年6月に第1巻が刊行された。
またメディアミックスとしてドラマCD化もされ、2020年11月にはアニメ化が発表された。

## あらすじ

### 佐々木と宮野
体育館裏で起きた暴行事件に居合わせた風紀委員の宮野由美。そこに不良のような見た目の先輩、佐々木秀鳴が助けに入った。それから、宮野はそんな佐々木に気に入られ、懐かれる。宮野の趣味であるBL漫画の貸し借りをしながら次第に仲を深め…。

### 平野と鍵浦
高校から寮に入った鍵浦昭は、同室の先輩の平野大河のことが大好き。寮生活を通して、そんな2人の交流を描く。

## 登場人物
声の項はドラマCD版およびテレビアニメ版の声優。

### 主要人物
佐々木 秀鳴（ささき しゅうめい）
声 - 白井悠介
6月17日生まれ、O型。
ちょっとだけ不良。甘いものが好き。実家がパン屋。
宮野 由美（みやの よしかず）
声 - 斉藤壮馬
2月22日生まれ、B型。風紀委員→風紀副委員長。
本編の主人公。腐男子で、女顔がコンプレックス。
平野 大河（ひらの たいが）
声 - 松岡禎丞
8月1日生まれ、A型、金髪の風紀委員。
「平野と鍵浦」の主人公。佐々木のクラスメイト。喧嘩が強く勉強もできる。
鍵浦 昭（かぎうら あきら）
声 - 島﨑信長
12月25日生まれ、AB型、バスケ部。
平野と同室の寮生。女子にモテる。

### 高校の人々

#### 宮野・鍵浦と同級
暮沢 丞（くれさわ たすく）
声 - 新井良平
9月14日生まれ、A型、天文部。
宮野のクラスメイト。彼女がいる。黒色が好き。
田代 権三郎（たしろ ごんざぶろう）
声 - 市来光弘
7月8日生まれ、B型、卓球部。
宮野のクラスメイト。半澤の跡を継いで卓球部部長になった。
白浜 恭司（しらはま きょうじ）
声 - 中島卓也
バスケ部。
田代の中学時代からの同級生。
烏原 史景（からすばら　ふみかげ）
声 - 新祐樹
宮野のクラスメイト。イベント事が好きでよく取り仕切る。
新橋 充屋（にいばし じゅうや）
声 - 花江夏樹
4月26日生まれ、AB型、美術部。
鍵浦のクラスメイト。赤髪。かわいいものが好き。口が悪い。
江崎 優太郎
声 - 大野智敬
風紀委員。
八代（やしろ）
半澤のルームメイト。

#### 佐々木・平野と同級
小笠原 次郎（おがさわら じろう）
声 - 小野友樹
4月15日生まれ、A型。
佐々木のクラスメイト。彼女が腐女子。
半澤 雅人（はんざわ まさと）
声 - 内田雄馬
4月2日生まれ、O型、卓球部部長。寮長。風紀副委員長→委員長。
いろいろなことをやっている。笑い上戸。ゲイの兄・雅臣からは「まーくん」と呼ばれている。

#### 高校その他
日暮 奏太（ひぐれ そうた）
声 - 富田涼介
宮野の一つ下の後輩。風紀委員。
一ノ瀬 青
平野の以前のルームメイト。

### 他校の人々
槇村 菜緒（まきむら なお）
声 - 井澤詩織
美術部。
宮野の中学の同級生で、かつて宮野が好きだった相手。宮野の造形を気に入っており、描きたいと思っている。
藤見 幸（ふじみ ゆき）
声 - 二ノ宮愛子
暮沢の彼女で腐女子。体が弱く、入退院を繰り返しており、高校は通信制に在籍している。
横田 永実（よこた えいみ）
声 - 小坂井祐莉絵
小笠原の彼女で腐女子。小笠原とは度々喧嘩する、いわゆるケンカップルである。
双葉 楓（ふたば かえで）
声 - 風間万裕子
半澤と遊ぶ女子。

### 高校生の親族
佐々木 慧子（ささき さとこ）
声 - 鎌倉有那
佐々木の姉。
佐々木の母
声 - 佐藤恵
パン屋を営んでいる。
宮野 由紀
声 - 竹内恵美子
宮野の母。
半澤 雅臣（はんざわ まさおみ）
声 - 神原大地
半澤の兄。ある日ゲイであることを家族にカミングアウトする。
半澤 雅樹（はんざわ まさき）
声 - 小林大紀
半澤の弟。兄のカミングアウトにつられて自身もそうであることをカミングアウトする。
半澤 雅子（はんざわまさこ）
半澤の姉。
半澤の母
声 - 前田玲奈
息子たちのカミングアウトを受け、孫を半澤に期待する。

## 書誌情報

### 漫画
- 春園ショウ『佐々木と宮野』KADOKAWA〈ジーンピクシブシリーズ〉、既刊10巻（2024年3月27日現在）
  1. 2016年9月26日発売、ISBN 978-4-04-068471-0
  2. 2017年5月27日発売、ISBN 978-4-04-069161-9
  3. 2018年1月27日発売[15]、ISBN 978-4-04-069529-7
  4. 2018年10月26日発売[16]、ISBN 978-4-04-065186-6
  5. 2019年6月27日発売[8]、ISBN 978-4-04-065779-0
  6. 2020年3月26日発売[17]、ISBN 978-4-04-064486-8
    - 描き下ろし小冊子『もしも寮のルームメイトだったら』付き特装版（アニメイト限定[18][19]）

  7. 2020年11月27日発売[20]、ISBN 978-4-04-064973-3
  8. 2021年12月27日発売[21]、ISBN 978-4-04-680958-2
  9. 2022年7月27日発売[22]、ISBN 978-4-04-681141-7
    - アニメDVD付き特装版（同時発売[23]）、ISBN 978-4-04-681140-0
    - 描き下ろし小冊子付き特装版（アニメイト限定[24]）

  10. 2024年3月27日発売[25]、ISBN 978-4-04-682759-3
    - 公式同人誌付き特装版（同日発売[26]）、ISBN 978-4-04-682757-9
- 春園ショウ『平野と鍵浦』KADOKAWA〈MFコミックス ジーンシリーズ〉、既刊5巻（2025年2月27日現在）
  1. 2019年6月27日発売[8]、ISBN 978-4-04-065780-6
  2. 2021年7月27日発売[27]、ISBN 978-4-04-680552-2
  3. 2022年2月26日発売[28]、ISBN 978-4-04-681142-4
  4. 2023年2月27日発売、ISBN 978-4-04-682154-6
  5. 2025年2月27日発売[29]、ISBN 978-4-04-684395-1

- 春園ショウ/原作・監修『佐々木と宮野 公式アンソロジーコミック』KADOKAWA〈MFコミックス ジーンピクシブシリーズ〉
  - 2022年4月27日発売、ISBN 978-4-04-681329-9

### 小説
- 八条ことこ（著）、春園ショウ（原作・漫画）、KADOKAWA〈ジーンピクシブシリーズ〉
  - 『ノベル 平野と鍵浦』 2018年10月26日発売[16]、ISBN 978-4-04-065189-7
  - 『ノベル 佐々木と宮野 1年生』 2020年3月26日発売[17]、ISBN 978-4-04-064485-1
  - 『ノベル 佐々木と宮野 2年生』 2022年1月27日発売[30]、ISBN 978-4-04-064971-9

### その他
- 『Ｃａｎｄｙ：春園ショウアートコレクション』(イラスト集) KADOKAWA、ISBN 978-4-04-681330-5
- 『佐々木と宮野 アニメコンプリートガイドブック』KADOKAWA、ISBN 978-4-04-113507-5
- 『佐々木と宮野　コンプリートガイド -卒業編-』KADOKAWA、ISBN 978-4-04-682825-5

## ドラマCD
- 2018年1月15日発売の『月刊コミックジーン』で付録としてドラマCD化[31]。同年10月15日、同雑誌付録として、第2弾となるドラマCDが制作された[32]

- 2019年6月26日、それまでの内容と、新たに書き下ろされた内容のストーリーを加えてフロンティアワークスから発売された[7]。2作目のドラマCDが2020年11月27日に発売予定であったが[14]、発売日が同年12月23日に延引された[33]。脚本は岡嶋心。

| 巻 | 発売日         | 規格品番   | 規格品番  |
| 巻 | 発売日         | 初回限定盤 | 通常盤    |
| -- | -------------- | ---------- | --------- |
| 1  | 2019年06月26日 | MFCZ-3056  | MFCZ-3057 |
| 2  | 2020年12月23日 | MFCZ-3058  | MFCZ-3059 |

- TVアニメ「佐々木と宮野」のドラマCDがVol.1[34]、Vol.2発売[35]。

- 映画 佐々木と宮野―卒業編― ドラマCD[36]

- スピンオフ作品『平野と鍵浦』が雑誌付録としてドラマCD化。第1弾[37]、第2弾[38]発売。

## 朗読劇
2021年9月12日に朗読劇ブランド・READPIAの1作品として、ところざわサクラタウン ジャパンパビリオン ホールAにて朗読劇「佐々木と宮野」が上演。佐々木秀鳴役を白井悠介、宮野由美役を斉藤壮馬、暮沢丞役を新井良平が務める。平野大河役の松岡禎丞も、声の出演として参加している。いずれもアニメ版と同キャスト。Blu-ray&DVD第1巻の初回限定特典として、＜夜の部＞の模様を収録したDVDが付く。
2022年7月10日に埼玉・ところざわサクラタウンで昼夜公演が行われる朗読劇「平野と鍵浦」。

## アニメ

### テレビアニメ
2022年1月から3月までTOKYO MXほかにて放送された。

#### スタッフ
- 原作 - 春園ショウ[11]
- 監督 - 石平信司[11]
- 助監督 - 上野壮大[11]
- シリーズ構成 - 中村能子[11]
- キャラクターデザイン - 藤井まき[11]
- ハンドアクトアニメーター - 太田衣美
- プロップデザイン - 村上彩香
- 美術監督・美術設定 - 黛昌樹[11]
- 色彩設計 - 桂木今里[11]
- 撮影監督 - 近藤慎与[11]
- CGディレクター - 大嶋慎介
- 編集 - 白石あかね[11]
- 音響監督 - はたしょう二[11]
- 音楽 - 澁江夏奈[11]
- 音楽プロデューサー - 穴井健太郎
- 音楽制作 - 日本コロムビア[11]
- プロデューサー - 小倉理絵、櫻澤美紅、谷口博康、門貴治、外川明宏、丸山創、金庭こず恵、田村梨也子、尾形光広、大久保明子
- アニメーションプロデューサー - 齋藤隆行
- アニメーション制作 - スタジオディーン[11]
- 製作 - 「佐々木と宮野」製作委員会[11]

#### 主題歌
「瞬き」
ミラクルチンパンジーによるオープニングテーマ。作詞は大西洋平、作曲はZENTA、編曲はミラクルチンパンジー。
「いちごサンセット」
佐々木秀鳴（白井悠介）と宮野由美（斉藤壮馬）によるエンディングテーマ。作詞は森由里子、作曲・編曲は田中ひなの。
「青いピアス」
「いちごサンセット」のカップリング曲。平野大河(松岡禎丞)と鍵浦昭(島﨑信長)が歌。

#### 各話リスト
| 話数 | サブタイトル                       | 脚本       | 絵コンテ   | 演出     | 作画監督                                                                                                   | 総作画監督                 | 初放送日       |
| ---- | ---------------------------------- | ---------- | ---------- | -------- | --- | -------------------------- | -------------- |
| 1話  | 初めて。                           | 中村能子   | 石平信司   | 上野壮大 | 桜井正明 永田詩央里 村上彩香 小田真弓 古池ゆかり                                                           | 森本浩文                   | 2022年 1月10日 |
| 2話  | 好きな子。                         | 中村能子   | 上野壮大   | 吉田俊司 | 正金寺直子 森知鶴 和田伸一 澤村亨                                                                          | 皆川愛香利 村上彩香        | 1月17日        |
| 3話  | 先輩は。                           | 大場小ゆり | 渡部隠寛   | 村田尚樹 | 正金寺直子 古池ゆかり 森知鶴                                                                               | 森本浩文                   | 1月24日        |
| 4話  | 限界。                             | 山田由香   | 安東大瑛   | 安東大瑛 | 櫻井拓郎 小島絵美 日下岳史 清山滋崇                                                                        | 皆川愛香利                 | 1月31日        |
| 5話  | いっこずつ。                       | 中村能子   | 上野壮大   | 上野壮大 | 澤村亨 古池ゆかり 山下菜摘 新井田風香 松原一之                                                             | 森本浩文                   | 2月7日         |
| 6話  | 気持ち。                           | 大場小ゆり | 石平信司   | 吉田俊司 | 永田詩央里 日下岳史 古池ゆかり 小島絵美                                                                    | 森本浩文                   | 2月14日        |
| 7話  | 困らせたくねーのに。               | 山田由香   | 渡部隠寛   | 内山まな | 村上彩香 古池ゆかり                                                                                        | 森本浩文                   | 2月21日        |
| 8話  | 気づいた。                         | 大場小ゆり | 上野壮大   | 上野壮大 | 日下岳史 古池ゆかり 森知鶴 太田衣美 小島絵美 永田詩央里 髙野徹 上野泰寛 洪範錫 Studio Massket              | 森本浩文                   | 2月28日        |
| 9話  | 先輩のこと大事にしたいって思って。 | 山田由香   | 渡部隠寛   | 村田尚樹 | 森知鶴 信実節子 洪範錫 髙野徹                                                                              | 森本浩文                   | 3月7日         |
| 10話 | 恋。                               | 大場小ゆり | 渡部隠寛   | 吉田俊司 | 久保美月 太田衣美 小島絵美 日下岳史 大槻ちえ 信実節子 森知鶴 大野勉 檜垣彰子                               | 村上彩香 森本浩文          | 3月14日        |
| 11話 | この感情をどうしたらいい。         | 山田由香   | 小岩井礼文 | 村田尚樹 | 古池ゆかり 永田詩央里 三木佳美 小島絵美 檜垣彰子 Studio Massket                                            | 村上彩香 森本浩文          | 3月21日        |
| 12話 | 明日。                             | 中村能子   | 石平信司   | 上野壮大 | 吉井弘幸 和田伸一 松浦里美 安藤真喜 永田詩央里 日下岳史 小島絵美 藤田正幸 久保美月 檜垣彰子 Studio Massket | 森本浩文 村上彩香 太田衣美 | 3月28日        |

#### 放送局
| 放送期間                | 放送時間                     | 放送局     | 対象地域 | 備考                                            |
| ----------------------- | ---------------------------- | ---------- | -------- | ----------------------------------------------- |
| 2022年1月10日 - 3月28日 | 月曜 0:30 - 1:00（日曜深夜） | TOKYO MX   | 東京都   |                                                 |
|                         | 月曜 0:45 - 1:15（日曜深夜） | KBS京都    | 京都府   |                                                 |
|                         | 月曜 1:00 - 1:30（日曜深夜） | サンテレビ | 兵庫県   |                                                 |
|                         | 月曜 1:35 - 2:05（日曜深夜） | テレビ愛知 | 愛知県   | 製作参加                                        |
| 2022年1月11日 - 3月29日 | 火曜 0:00 - 0:30（月曜深夜） | BS日テレ   | 日本全域 | 製作参加 / BS/BS4K放送 / 『アニメにむちゅ〜』枠 |
|                         | 火曜 22:00 - 22:30           | AT-X       | 日本全域 | CS放送 / 字幕放送 / リピート放送あり            |

インターネットでは、U-NEXTにて2022年1月10日より毎週月曜0時（日曜深夜）に地上波先行配信が実施され、その後dアニメストア、ABEMA、ニコニコチャンネル、ニコニコ生放送、GYAO!、ひかりTV、FOD、バンダイチャンネル、Hulu、TELASA、J:COMオンデマンド、みるプラス見放題プレミアム、アニメ放題、Amazon Prime Video、アニメカ、Rakuten TV、DMM.com、music.jp、ビデオマーケット、HAPPY!動画、クランクイン!ビデオにて、同年1月17日月曜0時（日曜深夜）以降に順次配信。

#### BD / DVD
| 巻 | 発売日        | 収録話          | 規格品番  | 規格品番   |
| 巻 | 発売日        | 収録話          | BD        | DVD        |
| -- | ------------- | --------------- | --------- | ---------- |
| 1  | 2022年3月30日 | 第1話 - 第3話   | KAXA-8251 | KABA-11121 |
| 2  | 2022年4月27日 | 第4話 - 第6話   | KAXA-8252 | KABA-11122 |
| 3  | 2022年5月25日 | 第7話 - 第9話   | KAXA-8253 | KABA-11123 |
| 4  | 2022年6月24日 | 第10話 - 第12話 | KAXA-8254 | KABA-11124 |

#### Webラジオ
佐々木秀鳴役の白井悠介と宮野由美役の斉藤壮馬がパーソナリティを務める『ささみゃーラジオ』が、2021年9月24日よりYouTubeのKADOKAWAanimeチャンネルにて隔週金曜日に配信。

### 劇場アニメ
『映画 佐々木と宮野ー卒業編ー』のタイトルで2023年2月17日より公開された。また、『平野と鍵浦』を原作とした短編映画が同時上映予定。

#### スタッフ（劇場アニメ）
- 監督 - 石平信司[48]
- 助監督 - 上野壮大[48]
- 脚本 - 中村能子[48]
- キャラクターデザイン - 藤井まき[48]
- 美術監督 - 黛昌樹[48]
- 色彩設計 - 桂木今里[48]
- 撮影監督 - 堀野大輔[48]
- 編集 - 白石あかね[48]
- 音響監督 - はたしょう二[48]
- 音楽 - 澁江夏奈[48]
- 音楽制作 - 日本コロムビア[48]
- アニメーション制作 - スタジオディーン[48]
- 配給 - 角川ANIMATION[48]
- 製作 - 映画「佐々木と宮野」製作委員会[48]

## 舞台
2022年7月23日から30日までシアター1010にて上演予定。

### キャスト
- 佐々木秀鳴 - 菊池修司
- 宮野由美 - 竹中凌平
- 平野大河 - 上田堪大
- 小笠原次郎 - 川隅美慎
- 半澤雅人 - 北村健人
- 暮沢丞 - 阿部快征
- 田代権三郎 - 伊崎龍次郎
- アンサンブル - 藤木享弥、広瀬蓮

### スタッフ
- 原作 - 春園ショウ
- 脚本・演出 - 伊勢直弘
- 音楽 - 関根佑樹
- 美術 - 竹邊奈津子
- 技術監督 - 寅川英司
- 舞台監督 - 横川奈保子
- 照明 - 田中徹
- 音響 - 前田規寛
- 映像 - 長谷川真緒
- 衣裳 - 雲出三緒
- ヘアメイク - 黒田はるな
- 小道具 - 翁長聖菜
- 演出助手 - たはらひろや
- プロデューサー - 木村学、下浦貴敬
- 制作 - バンダイナムコミュージックライブ、Office ENDLESS
- 主催・企画 - 舞台「佐々木と宮野」製作委員会